# Белошейная альциона
Белоше́йная альцио́на, или масковый зимородок, или мангровый зимородок (лат. Todiramphus chloris) — вид птиц семейства зимородковых. Выделяют 14 подвидов.

## Описание
Из-за большой области распространения и наличия многих подвидов существуют многочисленные цветовые вариации. Большей частью верхняя сторона и макушка зеленовато-синие, лицо и нижняя сторона белые, на глазах чёрная полоса. У всех подвидов широкое белое кольцо вокруг шеи и клюв — чёрный сверху и кремовый снизу. Птица длиной от 23 до 25 см может прожить свыше 10 лет. Призывный крик — это громкое повторяющееся «ке-кик».

## Распространение
Огромная область распространения простирается от Красного моря через Юго-Восточную Азию до северной Австралии. Птица обитает в мангровых лесах, влажных тропических лесах и на отведённых под определенную культуру участках, таких как рисовые поля, плантации кокосового ореха и пальмовые леса, но не дальше чем 5 км от моря.

## Поведение
Белошейная альциона питается рыбой, крабами, маленькими амфибиями и рептилиями. Птицы живут парами на постоянных, величиной до 4 га участках, которые они защищают, прежде всего в период гнездования, от своих сородичей.

## Размножение
В брачную пору самец совершает демонстративные полёты и передает самке подарки-корм. Обе родительских птицы роют гнездовую нору в песчаной отмели, дереве или в термитнике. Гнездо с кладкой из 2—4 яиц высиживается 20 дней обеими родительскими птицами. Через 3 недели молодые птицы становятся самостоятельными. Они достигают половой зрелости в 2 года.